# Elio Locatelli
Elio Locatelli (* 15. April 1943 in Canale; † 27. November 2019 in Monte-Carlo) war ein italienischer Eisschnellläufer.
Locatelli wurde im Jahr 1969 italienischer Meister im Mehrkampf und nahm von 1961 bis 1969 an internationalen Wettbewerben teil. Dabei kam er in der Saison 1961/62 bei der Mehrkampfweltmeisterschaft 1962 in Moskau auf den 39. Platz und bei der Mehrkampfeuropameisterschaft 1962 in Oslo auf den 30. Rang im Großen Vierkampf. In der Saison 1963/64 belegte er bei den Olympischen Winterspielen 1964 in Innsbruck den 35. Platz über 1500 m sowie den 31. Rang über 500 m und bei der Mehrkampfweltmeisterschaft 1964 in Helsinki den 34. Platz im Großen Vierkampf. In den folgenden Jahren lief er bei der Mehrkampfweltmeisterschaft 1965 in Oslo auf den 43. Platz im Großen Vierkampf und bei den Olympischen Winterspielen 1968 in Grenoble auf den 33. Platz über 1500 m sowie auf den 26. Rang über 500 m. Zudem belegte er bei der Winter-Universiade 1968 in Innsbruck den 14. Platz über 3000 m, den 12. Rang über 1500 m und den sechsten Platz über 500 m. Nach seiner Karriere wurde er Eisschnelllauftrainer und später Leiter der italienischen Leichtathletik-Nationalmannschaften.

## Persönliche Bestzeiten
| Disziplin | Zeit        | Datum           | Ort                  |
| --------- | ----------- | --------------- | -------------------- |
| 500 m     | 40,9 s      | 20. Januar 1968 | Madonna di Campiglio |
| 1000 m    | 1:25,8 min  | 11. Januar 1969 | Madonna di Campiglio |
| 1500 m    | 2:12,3 min  | 1. Februar 1969 | Madonna di Campiglio |
| 3000 m    | 4:54,0 min  | 6. Januar 1964  | Baselga di Piné      |
| 5000 m    | 8:28,8 min  | 18. Januar 1964 | Madonna di Campiglio |
| 10.000 m  | 17:47,8 min | 18. Januar 1964 | Madonna di Campiglio |